# العلاقات القرغيزستانية الميانمارية
العلاقات القيرغيزستانية الميانمارية هي العلاقات الثنائية التي تجمع بين قيرغيزستان وميانمار.

## مقارنة بين البلدين
هذه مقارنة عامة ومرجعية للدولتين:
| وجه المقارنة                                              | قيرغيزستان                      | ميانمار          |
| --------------------------------------------------------- | ------------------------------- | ---------------- |
| المساحة (كم2)                                             | 199.95 ألف                      | 676.58 ألف       |
| عدد السكان (نسمة)                                         | 6.20 مليون                      | 53.37 مليون      |
| الكثافة السكانية (ن./كم²)                                 | 31.01                           | 78.88            |
| العاصمة                                                   | بيشكك                           | نايبيداو، يانغون |
| اللغة الرسمية                                             | اللغة الروسية، اللغة القيرغيزية | اللغة البورمية   |
| العملة                                                    | سوم قيرغيزستاني                 | كيات ميانماري    |
| الناتج المحلي الإجمالي (بليون دولار)                      | 7.56 مليار                      | 69.32 مليار      |
| الناتج المحلي الإجمالي (تعادل القوة الشرائية) بليون دولار | 20.45 مليار                     | 282.95 مليار     |
| الناتج المحلي الإجمالي الاسمي للفرد دولار أمريكي          | 1.10 ألف                        | 1.16 ألف         |
| الناتج المحلي الإجمالي للفرد دولار أمريكي                 |                                 |                  |
| مؤشر التنمية البشرية                                      | 0.655                           | 0.536            |
| رمز المكالمات الدولي                                      | +996                            | +95              |
| رمز الإنترنت                                              | .kg                             | .mm              |
| المنطقة الزمنية                                           | ت ع م+06:00                     | ت ع م+06:30      |

## منظمات دولية مشتركة
يشترك البلدان في عضوية مجموعة من المنظمات الدولية، منها:
| علم المنظمة | اسم المنظمة                        | تاريخ انضمام قيرغيزستان | تاريخ انضمام ميانمار |
| ----------- | ---------------------------------- | ----------------------- | -------------------- |
|             | مؤسسة التنمية الدولية              | 24 سبتمبر 1992          | 5 نوفمبر 1962        |
|             | يونسكو                             | 2 يونيو 1992            | 27 يونيو 1949        |
|             | مؤسسة التمويل الدولية              | 11 فبراير 1993          | 3 ديسمبر 1956        |
|             | منظمة حظر الأسلحة الكيميائية       | ?                       | ?                    |
|             | الأمم المتحدة                      | 2 مارس 1992             | 19 أبريل 1948        |
|             | الاتحاد الدولي للاتصالات           | 20 يناير 1994           | 15 سبتمبر 1937       |
|             | منظمة الشرطة الجنائية الدولية      | ?                       | ?                    |
|             | البنك الدولي للإنشاء والتعمير      | 18 سبتمبر 1992          | 3 يناير 1952         |
|             | الاتحاد البريدي العالمي            | ?                       | ?                    |
|             | وكالة ضمان الاستثمار متعدد الأطراف | 21 سبتمبر 1993          | 16 ديسمبر 2013       |
|             | بنك التنمية الآسيوي                | 1994                    | 1973                 |
|             | منظمة التجارة العالمية             | ?                       | ?                    |

## وصلات خارجية
- موقع وزارة الخارجية الميانمارية